# Груніон
Груніон (Leuresthes tenuis) — вид риб з родини Atherinopsidae.

## Поширення
Вид поширений на сході Тихого океану вздовж узбережжя Каліфорнії від Монтерей-Бей (США) на південь до Нижньої Каліфорнії (Мексика). Також трапляється в Каліфорнійській затоці. Його глибина коливається від поверхні моря приблизно до 18 м.

## Опис
Довга струнка риба з глибоко роздвоєним хвостом. Спинний плавець складається з двох частин і має п'ять-сім шипів та дев'ять-десять м'яких променів. Початок анального плавця знаходиться відразу під першим спинним плавцем і має від двадцяти одного до двадцяти чотирьох м'яких променів. Зверху тіло зеленуватого забарвлення, а знизу сріблястого. На щоці є синя пляма, а збоків тіла — сріблясто-блакитна смуга. Максимальна довжина риби досягає 19 см. Статевозрілим груніон стає при довжині 12 см. Максимальний вік — 8 років.

## Спосіб життя
Дорослі особини живуть у прибережних водах, зазвичай на поверхні або поблизу неї вздовж відкритого узбережжя та в затоках. Нереститься вночі на піщаних пляжах під час максимальних припливів навесні та влітку. Самиця закопує ікру у вологий пісок. Мальки вилуплюються приблизно через 15 днів під час наступної серії припливів. Самиці нерестяться від 4 до 8 разів протягом сезону.